# Arkitekttävling

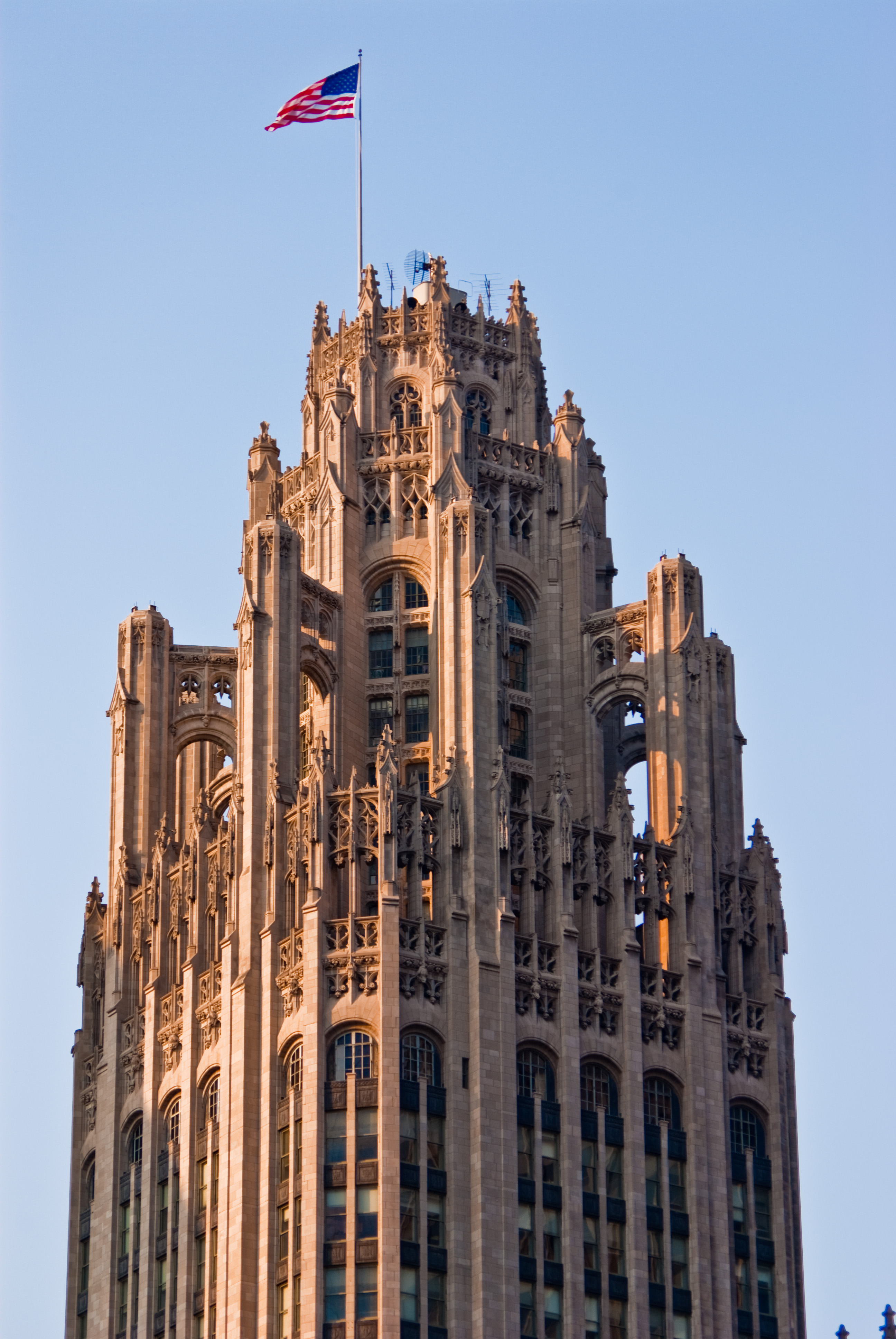
Exempel: Chicago Tribunes redaktionsbyggnad Tribune Tower uppfördes efter en arkitekttävling 1922 som vanns av New York-arkitekterna John Mead Howells och Raymond Hood med ett förslag i nygotik. Andra deltagare i tävlingen var Eliel Saarinen, Walter Gropius, Bruno Taut och Adolf Loos.

En arkitekttävling är en tävling av arkitekter om gestaltning av ett planerat byggprojekt.
Tävlingen utlyses av en byggherre (uppdragsgivare) som kan vara statlig, kommunal eller privat och ger möjlighet att få flera förslag på en framtida byggnad eller stadsplan. Tävlingen kan vara öppen (nationell eller internationell) eller sluten (inbjuden tävling med några få deltagare). I regel förbinder sig inte byggherren att genomföra det vinnande förslaget, men oftast blir det så. Det vinnande förslaget kan också komma att ändras kraftigt på vägen till genomförande, till exempel av kostnadsskäl eller beroende på invändningar och överklaganden från grannar och andra berörda. I samband med större projekt ger en arkitekttävling stimulans och underlag till den offentliga debatten och för de deltagande arkitekterna är det ett sätt att göra uppmärksam på sig i rättvis konkurrens med andra arkitekter. För ett nystartat arkitektföretag kan en framgångsrik arkitekttävling  innebära att etablera sig på marknaden.